# Sukhothai

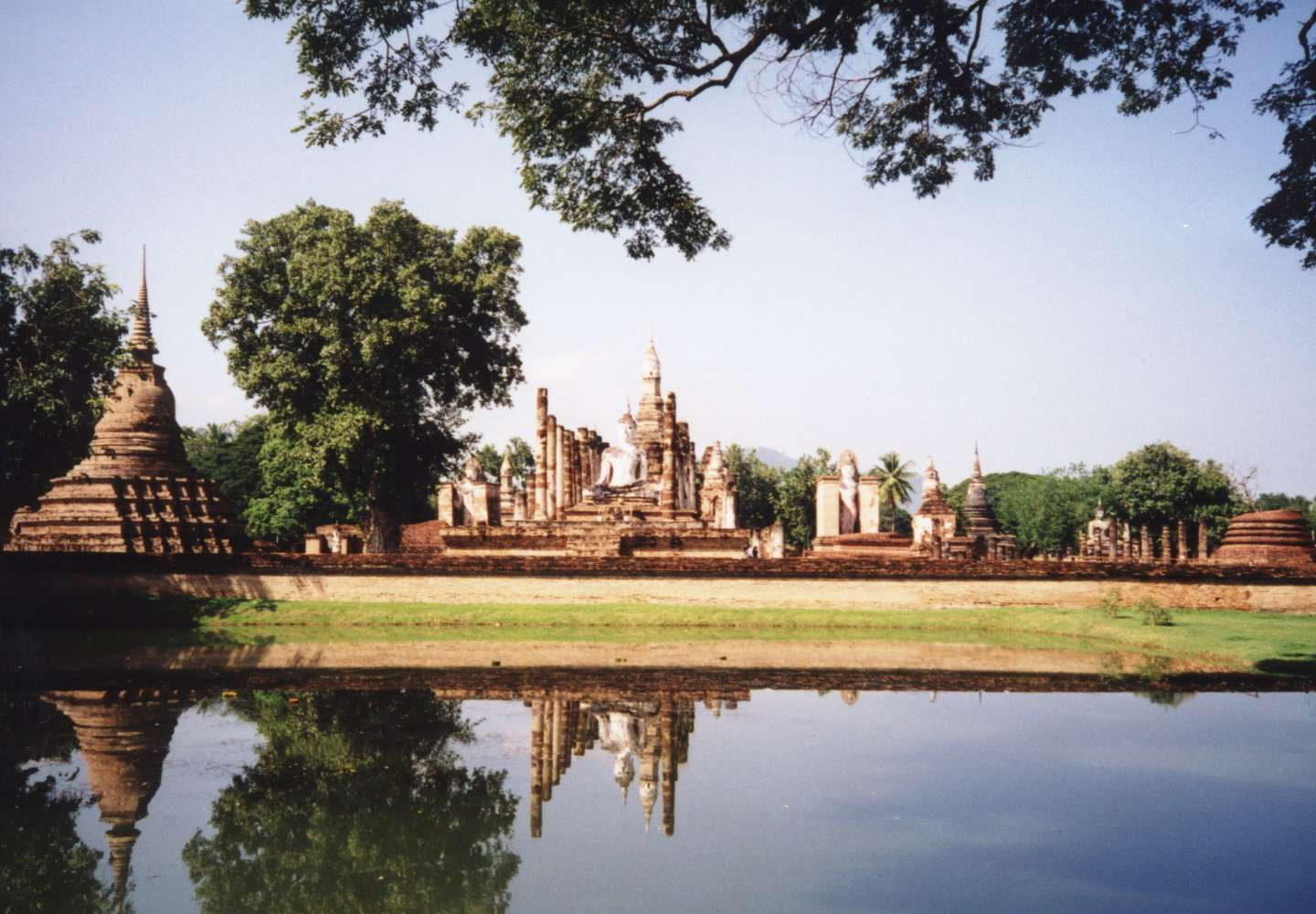
Ruiny Sukhothai

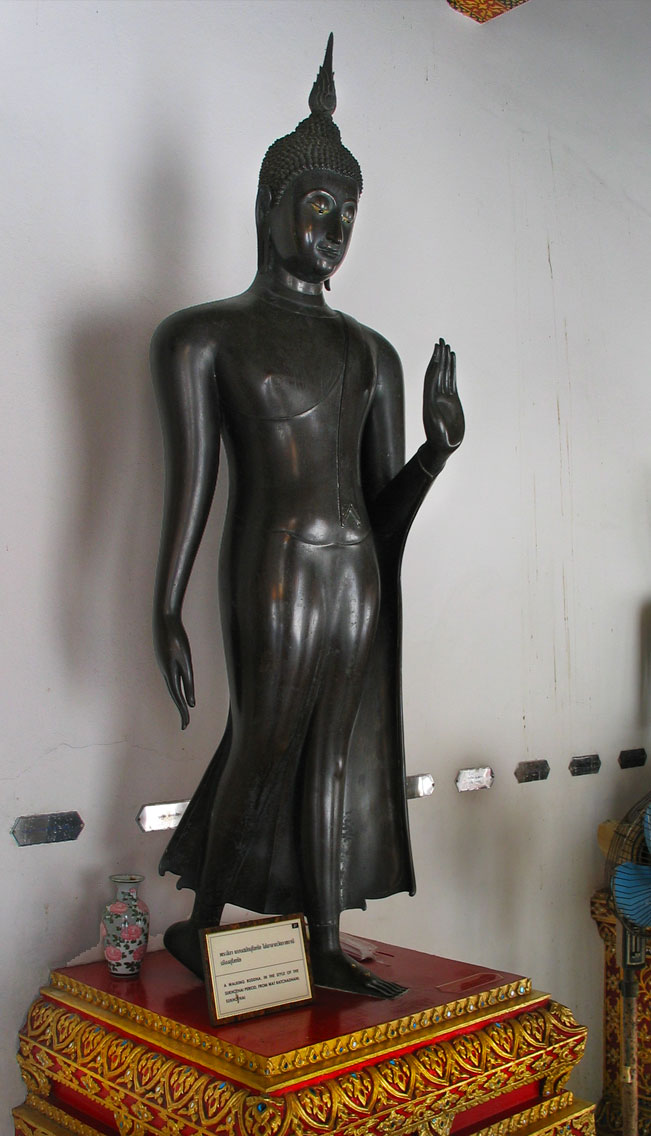
Posąg Buddy w stylu Sukhothai

Sukhothai, Królestwo Sukhothai (język tajski: ราชอาณาจักรสุโขทัย) – pierwsze państwo tajskie ze stolicą w mieście o tej samej nazwie, istniejące od 1238 do 1438 roku.  

## Historia
Sukhothai początkowo było niewielkim miastem Khmerów, które w XIII w. uzyskało niepodległość, stając się stolicą pierwszego zjednoczonego i niepodległego państwa Tajów – królestwa Sukhothai (1238–1438). Trzeci król Sukhothai, Pho Khun Ramkhamhaeng (taj. พ่อขุนรามคำแหงมหาราช) (1278–1298), rozciągnął wpływy królestwa na północ (teren obecnego Laosu), na zachód do Morza Andamańskiego i na południe na tereny Półwyspu Malajskiego. Ramkhamhaeng przyczynił się również do rozwoju miasta Sukhothai, które w okresie swojej świetności miało liczyć 80 tys. mieszkańców. Najbardziej intensywny rozwój architektoniczny miasta przypada na drugą połowę XIV w. Po założeniu w 1351 roku miasta Ayutthaya, Sukhothai straciło na znaczeniu i w 1438 roku zostało podbite przez królestwo Ayutthaya (1350–1767). Sukhothai zostało najprawdopodobniej opuszczone w XV–XVI w.
W latach 70. XX w., rząd Tajlandii przy wsparciu UNESCO przeprowadził kompleksowe prace renowacyjne w starym Sukhothai. W 1988 roku otwarto tu park historyczny o powierzchni 70 km². 
W 1991 roku dawne miasto Sukhotai i związane z nim zespoły zabytkowe (Si Satchanalai i Kamphaeng Phet) zostały wpisane na listę światowego dziedzictwa UNESCO.

## Architektura i sztuka
Architekci Sukhotai połączyli elementy stylów z sąsiadujących królestw, m.in. Khmerów, w nowy styl, unikalny dla królestwa Sukhotai. Architektura Sukhotai jest świadectwem złotego wieku tajskiej sztuki i architektury. 
W Sukhotai stworzono również charakterystyczny styl przedstawiania Buddy w sztuce rzeźbiarskiej – model „kroczącego Buddy”. Budda przedstawiany był z szerokimi ramionami, wąską talią, obleczony w przylegającą ściśle do ciała szatę. Ukazywany był w pozie kroczącej – jego prawa pięta była oderwana od ziemi a lewa ręka uniesiona w geście „nie lękajcie się”. Z czubka głowy wychodziły płomienie ognia, a twarz była owalna z ostrym nosem. Prawa ręka zwisała swobodnie, jakby nie miała mięśni i stawów, niczym trąba słonia. Całe ciało sprawiało wrażenie miękkiego i elastycznego. Przedstawienie to miało oddawać nadnaturalność Buddy, jego piękno i perfekcję.